# 대한민국 형사소송법 제400조
대한민국 형사소송법 제400조는 판결정정의 신청에 대한 형사소송법의 조문이다.

## 조문
제400조(판결정정의 신청) ① 상고법원은 그 판결의 내용에 오류가 있음을 발견한 때에는 직권 또는 검사, 상고인이나 변호인의 신청에 의하여 판결로써 정정할 수 있다. <개정 1961.9.1>
②전항의 신청은 판결의 선고가 있은 날로부터 10일 이내에 하여야 한다.
③제1항의 신청은 신청의 이유를 기재한 서면으로 하여야 한다.

## 참고 문헌
- 손동권 신이철, 새로운 형사소송법(초판, 2013), 세창, 2013. ISBN 9788984114081